# Cupa României 1938-1939
Ediția 1938-1939 a fost a șasea ediție a Cupei României la fotbal. A fost prima oară când în finală s-au întâlnit două echipe bucureștene, Rapid și Sportul Studențesc. Giuleștenii și-au păstrat trofeul, câștigând cupa pentru al treilea an consecutiv. 

## Șaisprezecimi
| Data     | Echipa gazdă                       | Scor            | Echipa oaspete                         |
| -------- | ---------------------------------- | --------------- | -------------------------------------- |
| 13.11.38 | AMEFA Arad (Div.A)                 | 6 - 0           | (Div.A) Tricolor-CFPV Ploiești         |
| 13.11.38 | Franco-Româna⁠(d) (Div.2)           | 4 - 0           | (Div.2) Stăruința Oradea               |
| 13.11.38 | Oltul Sfântu Gheorghe (Div.Inf.)   | 2 - 0           | (Div.Inf.) Moreni                      |
| 13.11.38 | Prahova Ploiești (Div.2)           | 1 - 0           | (Div.Inf.) CFR Turnu Severin           |
| 13.11.38 | Unirea Tricolor (Div.2)            | 9 - 1           | (Div.2) M.V. Chișinău                  |
| 13.11.38 | Sportul Studențesc (Div.A)         | 7 - 1           | (Div.Inf.) STB București               |
| 13.11.38 | Crișana Oradea (Div.2)             | 2 - 6           | (Div.A) Chinezul                       |
| 13.11.38 | Rapid București (Div.A)            | 3 - 1           | (Div.A) Ripensia                       |
| 13.11.38 | Cetatea Sucevei Suceava (Div.Inf.) | 2 - 4           | (Div.Inf.) Monitorul Oficial București |
| 13.11.38 | Olimpia Satu Mare (Div.2)          | 1 - 2           | (Div.2) CAM Timișoara                  |
| 13.11.38 | SG Sibiu (Div.2)                   | 2 - 1           | (Div.2) Luceafărul B.                  |
| 13.11.38 | Craiu Iovan Craiova (Div.2)        | 1 - 2           | (Div.A) Phoenix Baia Mare              |
| 13.11.38 | Venus București (Div.A)            | 2 - 1           | (Div.A) Juventus București             |
| 13.11.38 | Minerul Lupeni (Div.2)             | 2 - 3 (d.p.)    | (Div.A) UD Reșița                      |
| 13.11.38 | Dacia Galați (Div.2)               | 4 - 3 (d.p.)    | (Div.A) Victoria Cluj                  |
| 13.11.38 | Textila Moldova Iași (Div.2)       | 3 - 0 (forfait) | (Div.A) Gloria Arad                    |

## Optimi
| Data     | Echipa gazdă      | Scor            | Echipa oaspete              |
| -------- | ----------------- | --------------- | --------------------------- |
| 19.03.39 | UD Reșița         | 1 - 2           | AMEFA Arad                  |
| 19.03.39 | Prahova Ploiești  | 12 - 2          | SG Sibiu                    |
| 19.03.39 | Franco-Româna⁠(d)  | 2 - 5           | Sportul Studențesc          |
| 19.03.39 | Dacia Galați      | 0 - 6           | Rapid București             |
| 19.03.39 | CAM Timișoara     | 3 - 2           | Oltul Sfântu Gheorghe       |
| 19.03.39 | Chinezul          | 2 - 3           | Venus București             |
| 19.03.39 | Phoenix Baia Mare | 3 - 0 (forfait) | Textila Moldova Iași        |
| 11.04.39 | Unirea Tricolor   | 4 - 0           | Monitorul Oficial București |

## Sferturi
| Data     | Echipa gazdă       | Scor         | Echipa oaspete    |
| -------- | ------------------ | ------------ | ----------------- |
| 02.04.39 | Venus București    | 3 - 1        | Phoenix Baia Mare |
| 19.06.39 | AMEFA Arad         | 5 - 2        | Prahova Ploiești  |
| 24.06.39 | Rapid București    | 2 - 1 (d.p.) | Unirea Tricolor   |
| 25.06.39 | Sportul Studențesc | 5 - 1        | CAM Timișoara     |

## Semifinale
| Data     | Echipa gazdă       | Scor  | Echipa oaspete  |
| -------- | ------------------ | ----- | --------------- |
| 29.06.39 | Sportul Studențesc | 3 - 1 | AMEFA Arad      |
| 02.07.39 | Rapid București    | 2 - 0 | Venus București |

## Finala
| 9 iulie 1939 17:45 | Rapid București  | 2 – 0 | Sportul Studențesc | Stadionul Venus, București Spectatori: 12.000 Arbitru: Emil Kroner (București) |
| 9 iulie 1939 17:45 | Baratky 29', 70' |       |                    | Stadionul Venus, București Spectatori: 12.000 Arbitru: Emil Kroner (București) |

| RAPID:      |                   |
|             |                   |
| P           | Petre Rădulescu   |
| F           | Iosif Lengheriu   |
| F           | Zoltan Marton     |
| M           | Vintilă Cossini   |
| M           | Gheorghe Rășinaru |
| M           | Ion Costea        |
| A           | Vilim Sipos       |
| A           | Ștefan Auer       |
| A           | Iuliu Baratky     |
| A           | Dan Gavrilescu    |
| A           | Ion Bogdan        |
| Antrenor:   |                   |
| Ștefan Auer |                   |

| SPORTUL STUDENȚESC: |                         |
|                     |                         |
| P                   | Mircea Constantinescu   |
| F                   | Duce Coe                |
| F                   | Mircea Bădulescu        |
| M                   | Tache Dumitrescu        |
| M                   | Alexandru Drăgan        |
| M                   | Gheorghe Constantinescu |
| A                   | Grecu Angheloiu         |
| A                   | Ion Mihăilescu          |
| A                   | Teodor Remus            |
| A                   | Traian Ștefănescu       |
| A                   | Gheorghe Popescu        |
| Antrenor:           |                         |
| Jenö Dobó           |                         |